# Esquirol pigmeu centreamericà
L'esquirol pigmeu centreamericà (Microsciurus alfari) és una espècie de rosegador de la família dels esciúrids. Viu a Colòmbia, Costa Rica, Nicaragua i Panamà. El seu hàbitat natural són els boscos perennifolis. Es creu que no hi ha cap amenaça significativa per a la supervivència d'aquesta espècie, tot i que no tolera les àrees molt desforestades.
Aquest tàxon fou anomenat en honor de l'arqueòleg, geòleg, etnòleg, zoòleg i escriptor costa-riqueny Anastasio Alfaro.